# Jere Klein
Jeremías Benjamin Tobar Llevul (Santiago, 4 de marzo de 2006), conocido artísticamente como Jere Klein, es un cantante y compositor chileno.

## Carrera
Nació el 4 de marzo de 2006 en la villa Santa Anita, ubicada en la comuna de Lo Prado en Santiago de Chile y desde muy joven manifestó su interés por la música y el género urbano. En sus comienzos, a partir de los 14 años, lanzaba solo remix de mambos o hacía apariciones en videos musicales del género. En 2020 colaboró con Bayriton, Dylan el Menor y Ortega de la M. en el sencillo «Me la busqué». Ese mismo año junto a Jairo Vera y los músicos urbanos Bayriton y Lushito FlowMii participó en la canción «Puesto para la acción».
Luego de una decena de colaboraciones junto a diversos artistas de la escena urbana de Chile como Drakomafia, Basty Corvalán y Yeinomercy, entre otros, el año 2022 alcanzó mayor reconocimiento con su canción «Estoy volando alto», y se hizo conocido a través de la plataforma TikTok en la cual fue tendencia su canción «Mándame tu ubi», llamando la atención por su particular voz y su corta edad.
En 2023 vino su consagración con el lanzamiento del EP titulado 6.5 y de la mano de diferentes colaboraciones con variados artistas como King Savagge. Con este último, Jere Klein alcanzó su primer número uno en las listas de Spotify, gracias a la canción «Dos hielos». En mayo del mismo año lanzó el sencillo «Una en un millón» y, posteriormente en junio, publicó el sencillo «Mi bruja» junto a Drakomafia. El 10 de agosto de 2023 interpretó junto a la cantante argentina Nicki Nicole la canción «X ESO BB», mientras que el 1 de diciembre del mismo año lanzó su primer álbum titulado Énfasis, donde saco su canción ANDO pasando los 200 millones de reproducciónes en YouTube volviéndose muy famoso. Ese álbum contó con colaboraciones como; Nickoog Clk, Cris MJ, El Bai, Lucky Brown. realizando una presentación en vivo en el Teatro Caupolicán de Santiago. El disco tuvo más de tres millones de reproducciones en un solo día, convirtiéndose en el mejor debut histórico de un chileno en la plataforma de Spotify.

## Vida personal

### Controversias
El 22 de diciembre de 2022 protagonizó una pelea con su ex amigo y también cantante Jairo Vera, previo al inicio de los Premios La Junta. El vídeo en el que ambos aparecen a los golpes se viralizó a través de las diferentes redes sociales, desconociéndose las razones detrás del conflicto.
También en junio de 2023, Jere Klein fue detenido por la policía luego de un control vehicular de Carabineros de Chile en que se le detectó una bolsa de 30 gramos de marihuana. Debido a su condición de menor de edad, Jere Klein quedó con sujeción del Servicio Nacional de Menores de Chile.

## Discografía

### Álbumes de estudio
- 2023: Énfasis

### EPs
- 2023: 6.5
- 2024: PROYECTO A-KLEIN (antes conocido como Ares Klein)
- 2025: LOS GALÁCTICOS (EP de seis canciones en colaboración con el artista chileno Lucky Brown)

### Sencillos
| Año  | Título                                                                                        | Álbum              |
| ---- | --------------------------------------------------------------------------------------------- | ------------------ |
| 2020 | «Me la busqué» (con Bayriton, Dylan el Menor y Ortega de la M.)                               | s/a                |
| 2020 | «Puesto para la acción» (con Jairo Vera, Bayriton y Lushito FlowMii)                          | s/a                |
| 2021 | «Libertad» (con Drakomafia, Basty Corvalán y Z Jocker)                                        | s/a                |
| 2021 | «Louis Vuitton» (con Basty Corvalán)                                                          | s/a                |
| 2021 | «Mi fanática» (con Jairo Vera y Bayriton)                                                     | s/a                |
| 2021 | «Bye Bye» (con Basty Corvalán, Yeinomercy, Nickyvoice, Diesztro K.O., Kriz Flow y Dimeloyatu) | s/a                |
| 2021 | «Estoy volando alto»                                                                          | s/a                |
| 2022 | «Rockstar»                                                                                    | s/a                |
| 2022 | «38» (con El Rey)                                                                             | El Subestimado     |
| 2022 | «Mándame tu ubi» (con Lucky Brown)                                                            | s/a                |
| 2022 | «Ese corte» (con Balbi El Chamako)                                                            | s/a                |
| 2022 | «Por ti» (con Basty Corvalán)                                                                 | s/a                |
| 2022 | «Muñeca» (con Marcianeke)                                                                     | s/a                |
| 2022 | «Hecha en Cali» (con Yabel, Marcianeke, Los Bandidos y Basty Corvalán)                        | s/a                |
| 2023 | «Hasta mañana» (con Tunechikidd)                                                              | s/a                |
| 2023 | «Dos Hielos» (con King Savagge)                                                               | WorKING            |
| 2023 | «Ya no pienso en ti»                                                                          | s/a                |
| 2023 | «Rockstars» (con Gabo El Chamaquito y El BAI)                                                 | s/a                |
| 2023 | «Vengo de la Brea» (con Lucky Brown y Valdi)                                                  | s/a                |
| 2023 | «6.5»                                                                                         | 6.5                |
| 2023 | «XQ tan sola?» (con Nickoog Clk)                                                              | Giro 180           |
| 2023 | «Ibiza» (con Balbi El Chamako y El BAI)                                                       | s/a                |
| 2023 | «Millonarios juntos» (con ITHAN NY)                                                           | s/a                |
| 2023 | «Una en un millón»                                                                            | Énfasis            |
| 2023 | «Mi bruja» (con Drakomafia)                                                                   | Énfasis            |
| 2023 | «Padres» (con Shishigang Records, ITHAN NY, Tunechikidd, Aqua VS y Pablo Chill-E)             | s/a                |
| 2023 | «X eso BB» (con Nicki Nicole)                                                                 | Énfasis            |
| 2023 | «Ando» (con Gittobeatz)                                                                       | Énfasis            |
| 2023 | «24/7 6.5» (con YSY A y ONIRIA)                                                               | Al after del after |
| 2023 | «Loca farandulera» (con Cris MJ)                                                              | Énfasis            |
| 2024 | «No hay 14F»                                                                                  | s/a                |
| 2024 | «Mi automóvil» (con Fran C)                                                                   | s/a                |
| 2024 | «Chika mala» (con Mateo on the Beatz)                                                         | s/a                |
| 2024 | «Bentley» (con Lucky Brown y Mateo on the Beatz)                                              | s/a                |
| 2025 | «Personalidad» (con Kidd Voodoo)                                                              | SÁTIROS 6.5        |
| 2025 | «Whisky a la Roca» (con Kidd Voodoo)                                                          | SÁTIROS 6.5        |

## Premios y nominaciones
| Año  | Premio         | Categoría            | Receptor                      | Resultado | Ref(s)        |
| ---- | -------------- | -------------------- | ----------------------------- | --------- | ------------- |
| 2023 | Premios Musa   | Canción del año      | «X eso BB» (con Nicki Nicole) | Ganador   | [ 14 ] [ 15 ] |
| 2023 | Premios Musa   | Colaboración del año | «X eso BB» (con Nicki Nicole) | Nominado  | [ 14 ] [ 15 ] |
| 2023 | Copihue de Oro | Mejor artista urbano | Jere Klein                    | Nominado  | [ 16 ]        |